# Albert Wolff (Dirigent)

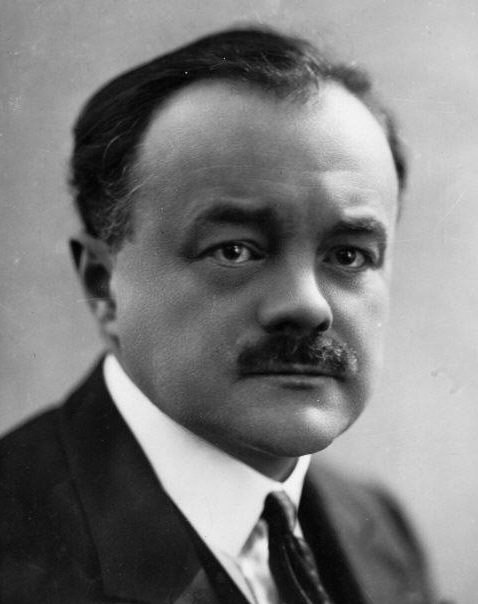
Albert Wolff

Albert Louis Wolff (* 19. Januar 1884 in Paris; † 20. Februar 1970 ebenda) war ein französischer Dirigent und Komponist.
Albert Wolff, Sohn niederländischer Eltern, studierte am Conservatoire de Paris bei Xavier Leroux, Paul Vidal und André Gedalge. 1906 wurde er mit einem Ersten Preis für Begleitung ausgezeichnet. Er wirkte an der Pariser Opéra-Comique, ab 1908 zunächst als Korrepetitor, ab 1911 als Dirigent und von 1922 bis 1924 als Musikdirektor. Ab 1925 war er Zweiter Dirigent, ab 1934 Erster Dirigent der Concerts Pasdeloup. Außerdem leitete er ab 1928 die Association des Concerts Lamoureux. Tourneen führten Wolff in verschiedene Länder Europas und Amerikas, so an die Metropolitan Opera und nach Buenos Aires. Ab 1945 dirigierte er wiederum an der Opéra-Comique (nochmals kurzzeitig als deren Direktor) sowie ab 1949 auch an der Pariser Oper. Er brachte zahlreiche Kompositionen seiner Zeitgenossen zur Uraufführung, etwa von Darius Milhaud, Albert Roussel, Maurice Ravel und Francis Poulenc.
Als Dirigent spielte Wolff in der Frühzeit der Stereophonie zahlreiche Schallplatten für das englische Label Decca ein.
Wolff war auch als Komponist tätig und schuf unter anderem mehrere Bühnenwerke, eine Sinfonie in A (1951), ein Flötenkonzert, Kammermusik, Vokalwerke und Filmmusiken.